# Li L9
Li L9 – hybrydowy samochód osobowy typu SUV klasy luksusowej produkowany przez chińskie przedsiębiorstwo Li Auto od 2022 roku.

## Historia i opis modelu

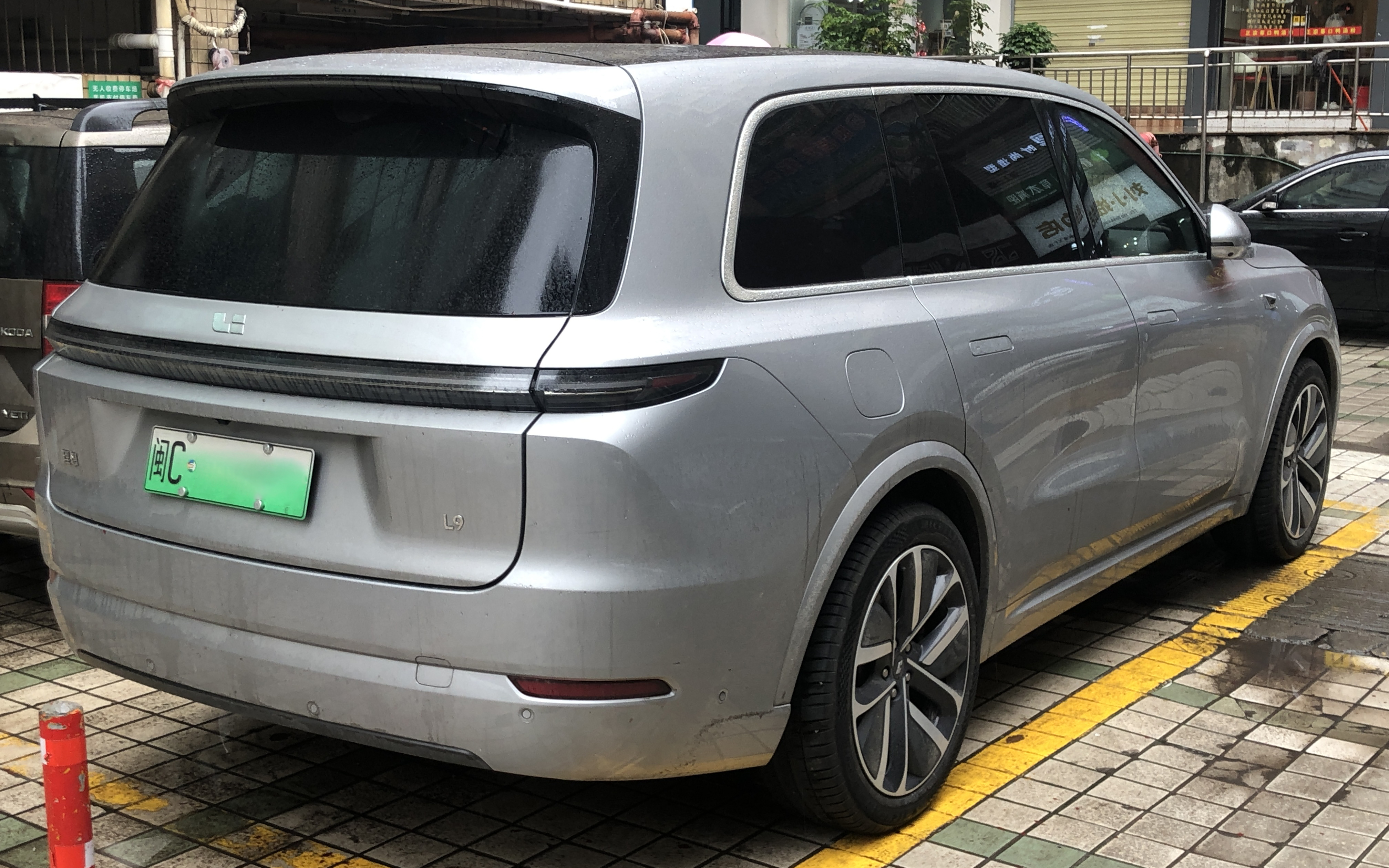
Li L9 - tył

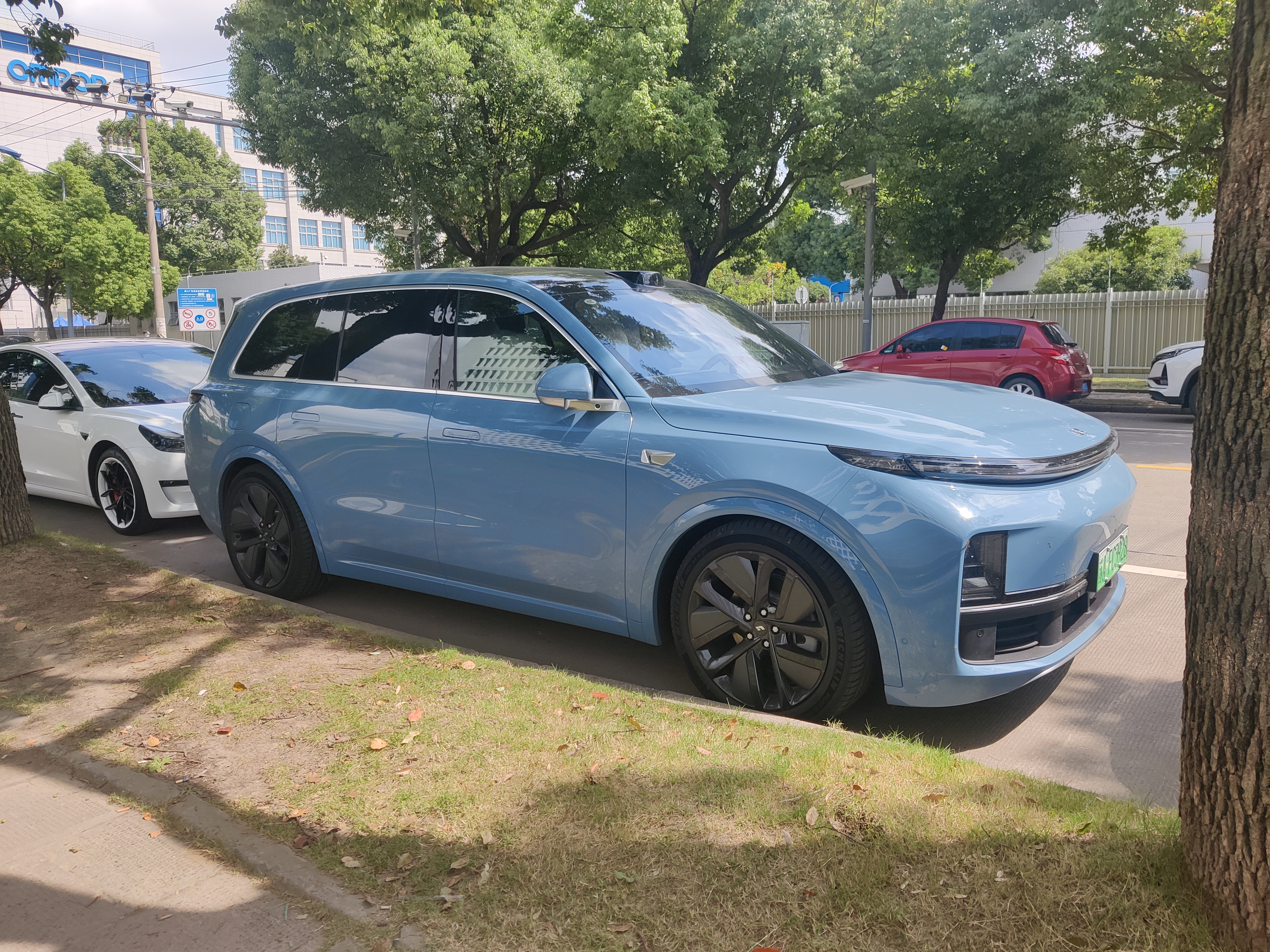
Li L9 - sylwetka

W marcu 2022 chiński startup Li Auto przedstawił drugi w swojej historii model w postaci flagowego, luksusowego SUV-a L9 plasującego się na szczycie zmodernizowanej i rozbudowywanej gamy dotychczas składającej się tylko z mniejszego Li One. Samochód wyróżnił się masywnym, foremnym nadwoziem z dużą powierzchnią szyb, pionowo poprowadzoną klapą bagażnika i charakterystycznymi, wąskimi pasami LED zdobiącymi zarówno przednią, jak i tylną część nadwozia. Producent ograniczył ilość krzywizn i wgłębień, potęgując to m.in. chowanymi klamkami, a także smukłym tylnym spojlerem wieńczącym nadwozie.
Li L9 pozycjonowane jest przez producenta jako produkt klasy premium, co wyrażone jest m.in. w aranżacji przestrzeni pasażerskiej. Luksusowe wnętrze składające się z 6 niezależnych foteli w trzech rzędach wyposażone jest w system podgrzewania każdego z nich oraz dodatkowej funkcji masażu w dla kierowcy i pasażera. Ponadto, w tunelu środkowym umieszczony został schowek z funkcją lodówki lub podgrzewacza napoi. Deska rozdzielcza została utrzymana w nietypowej estetyce, z asymetrycznym układem wyświetlaczy. Dwa dotykowe ekrany o przekątnej 15,7 cala znalazły się w centralnym punkcie kokpitu oraz przed pasażerem. Do dyspozycji kierowcy oddano z kolei niewielki ekran z podstawowymi wskazaniami prędkościomierza na szczycie wieńca kierownicy, który uzupełniono ekranem HUD na kokpicie.
Nadwozie L9 przy górnej krawędzi przedniej szyby wyróżniło się dużym wybrzuszeniem, pod którym ukryty został LiDAR wspierający system półautonomicznej jazdy, wspierając się do tego wskazaniami czujników i obrazem z 11 kamer wokół pojazdu. Pomimo faktu bycia klasycznym SUV-em dostosowanym głównie do poruszania się po utwardzonych drogach, samochód umożliwia także poruszanie się w lekkim terenie oraz zanurzenie w wodzie do 60 centymetrów głębokości.

### Sprzedaż
Li L9 zbudowany został wyłącznie z myślą o wewnętrznym rynku chińskim, gdzie jego sprzedaż rozpoczęła się oficjalnie w czerwcu 2022 roku. W ciągu trzech dni od otwarcia listy Li Auto ogłosiło zgromadzenie 30 tysięcy zamówień na topowego SUV-a. Dostawy pierwszych egzemplarzy do nabywców rozpoczęły się 2 miesiące później, w sierpniu 2022, miesięcznie osiągając pułap ok. 10 tysięcy sztuk. Pomimo faktu bycia pozycjonowanym jako produkt premium będący największym i najdroższym samochodem w gamie, Li L9 trafił na rynek z relatywnie konkurencyjną ceną 459 800 juanów za podstawowy wariant wyposażenia.

### Dane techniczne
Li L9 jest samochodem hybrydowym z układem typu plug-in przenoszącym moc na obie osie, który składa się z czterocylindrowego, turbodoładowanego silnika benzynowego o pojemności 1,5 litra. Razem z silnikiem elektrycznym układ rozwija moc 442 KM i 620 Nm maksymalnego momentu obrotowego, pozwalając rozpędzić się do 100 km/h w 5,3 sekundy. W trybie spalinowo-elektrycznym L9 osiąga średnie spalanie ok. 5,9 litra na 100 kilometrów, z kolei w układzie czysto elektrycznym oferuje 180 kilometrów zasięgu na jednym ładowaniu. Używając obu silników, maksymalny zasięg rośnie do ok. 1315 kilomtrów deklarowanych przez producenta. 